# Ігуанові
Ігуанові (Iguanidae) — родина ящірок. Має 9 сучасних родів із 46 видами. Раніше до цієї родини відносили значно більше родів, втім зараз усі вони виведені в окремі родини з підряду Iguania.

## Опис
Форма тіла і забарвлення різноманітні. Розміри від декількох сантиметрів до 2 метрів. Голова вкрита численними дрібними щитками. На відміну від агам зуби прикріплюються до внутрішнього краю щелеп. Кінцівки добре розвинені з п'ятьма пальцями. Очі розвинуті з рухливими повіками. Часто ігуан поділяють за формою тіла. До першого відносяться ящірки з високим тулубом, стиснутим з боків, довгим хвостом, сплощеним з боків. До другого — дископодібний тулуб. Усе тіло вкрите різною за розміром лускою у вигляді рогових шипів або зубців, або горбиків. В наявності зубчастий гребінь. 
Колір шкіри представників цієї родини досить різний — зелений, жовтуватий, буруватий, рожевий, в першу чергу залежить від температури та освітлення. У значної частині видів самці яскравіші за самиць.

## Спосіб життя
Більшість живе у лісах, на деревах, багато у пустелях і горах, деякі - напівводні. Це швидкі та моторні тварини. Гарно бігають, плавають і пірнають. Живляться в основному комахами та іншими безхребетними, дрібними ящірками, деякі рослиноїдні.
Більшість - яйцекладні, самиці відкладають від 1—2 до 35—40 яєць. Деякі - яйцеживородні. 
Тривалість життя представників родини може сягати 35 років.
М'ясо та яйця їстівні, шкіра також використовується ремісниками. 

## Розповсюдження
Розповсюджені по обидвох континентах Америки, на деяких островах Полінезії та Галапагоських островів. На 2000 рік - 13 видів і багато підвидів ігуанових було занесено до Червоної книги МСОП.

## Цікавинки
В образі ігуани в міфології індіанців мая постає один із богів Бакабів, які згідно з народними уявленнями з чотирьох боків тримали небо, не даючи йому впасти на землю. У зв'язку з цим ім'я одного з головних божеств у мая – Іцамни – означає “дім ігуани” (він вважався одним з основ Всесвіту, який тримався на чотирьох ігуанах)[джерело?].

## Роди
- Amblyrhynchus
- Brachylophus
- Cachryx
- Conolophus
- Ctenosaura
- Cyclura
- Dipsosaurus
- Iguana
- Sauromalus
- †Armandisaurus
- †Lapitiguana
- †Pariguana
- †Pristiguana
- †Pumilia